# World Circus
Ворлд Циркус (World Circus - Мировой Цирк) – это швейцарское художественное событие, не имеющее постоянной площадки, событие, в основании которого лежат цирковые искусства. Создано в 1984 Юрием Мессеном-Яшиным (Youri Messen-Jaschin). Оно представляет все аспекты цирка, начиная с той глубокой древности, когда он был только создан, до самых ультрасовременных его форм.

## Описание
Каждое событие продолжается от девяти до двенадцати месяцев в каждом городе. На него приходят тысячи зрителей, чтобы посмотреть выступления акробатов, жонглёров, канатоходцев, шпагоглотателей, клоунов, музыкантов, дрессировщиков, фокусников, мастеров современного танца. Также они могут увидеть оперу, спектакль «магия света», цирковой парад, прыжки на трапеции, пантомиму. Здесь есть всё: от космического спектакля вплоть до информатики, науки и даже физики цирка. Больше тысячи артистов приезжают из Швейцарии и со всего мира, демонстрируя не меньшие способности и дарования. Событие дарит городу всю прелесть открытия чего-то нового и погружает его в радостное и счастливое состояние на целый год.
Основная задача Ворлд Циркус открыть новый путь в креативном искусстве и градостроительстве. Это событие представляет, помимо прочего, большой интерес для публики, желающей больше узнать о современном искусстве и новых технологиях. Его движущей силой является необратимое развитие визуального мышления, которое всё больше и больше захватывает пространство разнообразных областей научного знания, промышленности и кино-видеопродукции, а также привносит практические, промышленные и культурные инновации для развития коммуникации.
Доход от события целиком перечисляется на благотворительность.

### Книги
- 1987 : Yakari, World Circus N° 153, Tout le monde du cirque à Lausanne
- 1989 : Le cirque à l'Affiche Издательство Gilles Attinger - Hauterive | Швейцария | ISBN 2-88256-037-0
- 1991 : Lausanne palace History and chronicles (75 years of a prestigious hotel) Издательство Presses Centrales Lausanne SA, Лозанна/Швейцария ()
- Literatur - Unterhaltung () (1985–1989)
- 2010 : Le Cirque piste de lecture () Издательство Municipal Library Женева 2010
- 2010 : Le Chapiteau imaginaire ()(Издательство Bibliothèque Carouge)
- 2010 : A Horizontal Chinese scroll from the Yuan Dynasty (1279-1368) ()(Издательство: Guy & Myriam Ullens Foundation, Женева) (ISBN 978-2-8399-0724-8)

### Призы за афишу Ворлд Циркус
- 1987: Ворлд Циркус Лозанна 1987, приз за афишу от Федерального Департамента Внутренних дел, Берн, Швейцария ()
- 2010: Ворлд Циркус Женева 2010, приз за афишу от Швейцарского Общества ()

## Внешние ссылки
- Ворлд Циркус Лозанна 87
- Ворлд Циркус Женева 2010 (1)
- Ворлд Циркус Женева 2010 (2)
- Blogspot Ворлд Циркус Пресс
- Swiss Марка швейцарской почты Ворлд Циркус Женева 2010 (1)
- Swiss Марка швейцарской почты Ворлд Циркус Женева 2010 (2)